# Estádio Olímpico do Pará
Het Estádio Olímpico do Pará, ook bekend als Estádio Estadual Jornalista Edgar Augusto Proença of de bijnaam Mangueirão is een voetbalstadion in de Braziliaanse stad Belém in de staat Pará. 

## Geschiedenis
De plannen voor het stadion dateren al uit 1969. Er werd een stadion besteld voor 120.000 toeschouwers. Begin jaren zeventig werd dit teruggebracht naar 70.000. 
Op 4 maart 1978 werd het stadion officieel geopend met een wedstrijd van een selectie van de beste spelers van Pará tegen de jeugdselectie van Uruguay, Pará won met 4-0. Paysandu en Remo spelen in het stadion, maar hebben beide ook een eigen stadion en gebruiken het stadion meestal voor wedstrijden waar veel toeschouwers verwacht worden. Het toeschouwersrecord staat op 65.000 op 11 juli 1999 toen Paysandu en Remo tegen elkaar speelden. Het stadion werd in 2002 gerenoveerd en de capaciteit werd teruggebracht naar 45.000 toeschouwers. 
In 2002 won Paysandu de Copa dos Campeões 2002 tegen Cruzeiro na strafschoppen. Het toeschouwersrecord van na de renovatie werd op 15 mei 2013 gevestigd toen 57.248 kijklustigen kwamen opdagen voor een wedstrijd tegen Boca Juniors. 
Het stadion was een tijdlang in beeld als gaststadion voor het WK 2014, maar uiteindelijk werd gekozen voor de nieuwe Arena da Amazônia in Manaus. 
Op 28 september 2011 werd de interland Brazilië-Argentinië in het stadion gespeeld. 